# Gott, man lobet dich in der Stille, BWV 120
Gott, man lobet dich in der Stille, BWV 120 (Déu, et lloem en el silenci de Sió), és una cantata de Johann Sebastian Bach per a la constitució del Consell Municipal de Leipzig, estrenada abans de l'any 1730.

## Origen i context
El llibret és, probablement, de Picander, que en el primer número fa ús del segon versicle del salm 65 del mateix títol i en el coral final de la quarta estrofa, de la versió alemanya de Luter de 1529, del Te Deum.
Igual que la cantata anterior, BWV 119, fou composta per a la cerimònia solemne de la presa de possessió del Consell municipal. Com passa en totes les cantates destinades a aquests actes, el text enalteix la ciutat i no es dubta en afirmar que tot ciutadà, en aquest cas de Leipzig, ha de tenir una confiança cega i una submissió total a les autoritats. El material d'aquesta cantata el va utilitzar Bach almenys dues vegades més, en una cantata de noces, la BWV 120a i en una altra, que manté el títol, BWV 120b, destinada a la commemoració del segon centenari de la Confessió d'Augsburg, una fita important dins de la Reforma luterana. De les vint-i-vuit cantates que Bach compongué per a la constitució del Consell municipal de Leipzig – una per a cadascun dels anys que hi visqué – només se'n conserven sis, aquesta i les BWV 29, BWV 69, BWV 119, BWV 137, i BWV 193, algunes de les quals s'interpretaren en altres ocasions.

## Anàlisi
Obra escrita per a soprano, contralt, tenor, baix i cor; tres trompetes, timbals, dos oboès d'amor, corda i baix continu. Consta de sis números.
1. Ària (contralt): Gott, man lobet dich in der Stille zu Zion  (Déu, et lloem en el silenci de Sió)
2. Cor: Jauchzet, ihr erfreuten Stimmen” (Exultem, que els nostres crits de joia)
3. Recitatiu (baix): Auf, du geliebte Lindenstadt (Tu ciutat dels til·lers)
4. Ària (soprano): Heil und Segen (Cal que les nostres autoritats)
5. Recitatiu (tenor): Nun, Herr, so weihe selbst das Regiment mit deinem  (Ara, Senyor, vulgues impartir)
6. Coral: Nun hilf uns, Herr, den Dienern dein (Ara i sempre, Senyor, ajuda els teus servents)

L'obra no comença amb un cor com és habitual, sinó que ho fa amb una ària de contralt, acompanyat de la corda, el continu i els oboès que hi tenen una participació destacada. Se suposa que aquesta ària és una adaptació d'un concert de l'època de Köthen, probablement de violí. El número 2 és un cor amb dos temes principals, una fanfara en el primer que es recrea en unes vocalitzacions sobre erfreuten Stimmen(crits de joia), mentre que en el segon, una fuga, ho fa sobre steiget bis zum Himmel (aixequin el vol fins al cel). Aquest material el tornaria a emprar Bach en la part final del Credo de la Missa en si menor (BWV, 232). El recitatiu de baix, número 3, és una exhortació a la ciutat dels til·lers, Leipzig. L'ària següent, per a soprano, corda i violí concertant, prové del tercer moviment de la primera versió de la Sonata per a violí i clavicèmbal (BWV 1019a), es parafraseja el versicle onzè del salm 85, "La fidelitat i l'amor es trobaran, s'abraçaran la justícia i la pau", i acaba amb un melisma de cinc compassos sobre freundlich küssen (sempre agermanades). En el recitatiu del número 5, el tenor, reforçat pels acords de la corda, suplica a Déu la benedicció del Consell. L'obra clou, com és habitual, amb un coral final, molt senzill en aquest cas, que canta els vuit versos indicats del Te Deum amb la melodia recollida en un cançoner de Valentin Babst de 1545. Té una durada de gairebé vint-i-cinc minuts.

## Discografia seleccionada
- J.S. Bach: Das Kantatenwerk. Sacred Cantatas Vol. 7. Nikolaus Harnoncourt, Tölzer Knabenchor (Gerard Schmidt-Gaden, director), Concentus Musicus Wien, Markus Huber (solista del cor), Paul Esswood, Kurt Equiluz, Philippe Huttenlocher. (Teldec), 1994.
- J.S. Bach: Complete Cantatas Vol. 20. Ton Koopman, Amsterdam Baroque Orchestra & Choir, Sandrine Piau, Bogna Bartosz, James Gilchrist, Klaus Mertens. (Challenge Classics), 2006.
- J.S. Bach: Cantatas Vol. 48. Masaaki Suzuki, Bach Collegium Japan, Hana Blazikova, Robin Blaze, Satoshi Mizukoshi, Peter Kooij. (BIS), 2011.
- J.S. Bach: Church Cantatas Vol. 38. Helmuth Rilling, Gächinger Kantorei, Bach-Collegium Stuttgart, Helen Donath, Hildegard Laurich, Adalbert Kraus, Wolfganga Schöne. (Hänssler), 1999.
- J.S. Bach: Cantatas BWV 29, 119 & 120. Philippe Herreweghe, Collegium Vocale Gent, Deborah York, Ingeborg Danz, Mark Padmore, Peter Kooij. (Harmonia Mundi).